# Джули Пэрриш
Джу́ли Пэ́рриш (англ. Julie Parrish; 21 октября 1940, Middlesboro, Кентукки — 1 октября 2003, Лос-Анджелес, Калифорния; настоящее имя Ру́би Джойс Уи́лбэр (англ. Ruby Joyce Wilbar)) — американская актриса кино и телевидения. Наиболее запомнилась зрителю исполнением роли Бетти Андерсон в сериале «Возвращение в Пейтон-Плейс», где она появилась в 423 эпизодах за два года. Менее известна как актриса театра.

## Биография
Руби Джойс Уилбэр (настоящее имя актрисы) родилась 21 октября 1940 года в городке Мидлсборо (штат Кентукки, США). Отца звали Уильям Роберт Уилбэр (1913—1988), мать — Глэдис Уилбэр (до брака Глэдис Мари Уэбб, 1911—1998). Была старшей из шести детей в семье: у неё были братья Джеймс и Роберт, сёстры Барбара, Дженис и Лайза. Ещё будучи совсем маленькой Руби с семьёй переехала в городок Лейк-Сити (штат Теннесси), а затем, когда девочке было 11 лет, её семья перебралась в городок Текумсе (штат Мичиган). Окончив старшую школу, девушка переехала в город Толидо (штат Огайо), где окончила школу моделей.
С 1962 года начала сниматься в кино и на телевидении, взяв актёрский псевдоним Джули Пэрриш. Её карьера продолжалась 36 лет, за которые она появилась в 49 фильмах и сериалах (в том числе в четырёх случаях без указания в титрах). Также в 1989—1990 годах трижды выступила как режиссёр малоизвестных телефильмов (в том числе дважды без указания в титрах).
Пэрриш никогда не была замужем, она обратилась в буддизм в 1990-х годах, почти перестала сниматься, стала веганом и провела остаток жизни в качестве активистки благотворительной деятельности, включая работу консультантом в приюте для женщин, подвергшихся побоям.
Джули Пэрриш долго боролась с раком яичников (диагностирован в 1993 году), и скончалась от этого заболевания в Лос-Анджелесе 1 октября 2003 года, не дожив трёх недель до своего 63-го дня рождения.

## Фильмография

### Широкий экран
- 1962 — Это всего лишь деньги[англ.] / It's Only Money — продавщица в магазине для невест (в титрах не указана)
- 1963 — Чокнутый профессор / The Nutty Professor — студентка колледжа
- 1965 — Харлоу[англ.] / Harlow — Серена Харрисон (в титрах не указана)
- 1965 — Боинг-Боинг[англ.] / Boeing Boeing — девушка (в титрах не указана)
- 1966 — Рай в гавайском стиле / Paradise, Hawaiian Style — Джоанна[2][5][8]
- 1966 — Поворотный пункт[англ.] / Fireball 500 — Марта Брайан
- 1972 — Шайка доберманов[англ.] / The Doberman Gang — Джун
- 1981 — Дьявол и Макс Девлин[англ.] / The Devil and Max Devlin — Шейла

### Телевидение
- 1962 — Успех Доби Гиллис[англ.] / The Many Loves of Dobie Gillis — Бетси Долли Марта Трублад (в эпизоде Strictly for the Birds[англ.])
- 1963, 1965, 1967 — Три моих сына[англ.] / My Three Sons — разные роли (в 3 эпизодах[англ.])
- 1964 — Темпл Хьюстон[англ.] / Temple Houston — Мэгги Баллард (в эпизоде The Guardian)
- 1964 — Дымок из ствола / Gunsmoke — Прохладный Рассвет (в эпизоде The Warden[англ.])
- 1965 — Правосудие Бёрка[англ.] / Burke's Law — Таня (в эпизоде Who Killed the Toy Soldier?)
- 1965 — Бен Кейси / Ben Casey — Мария Санчес (в эпизоде Journeys End in Lovers Meeting[англ.])
- 1965 — Гиджет[англ.] / Gidget — Бафф (в эпизоде The Great Kahuna)
- 1965—1966 — ФБР / The F.B.I. — Марджори Янг • Эйлин (в 2 эпизодах[англ.])
- 1966 — Хэнк[англ.] / Hank — Хелен (в эпизоде McKillup's Best Seller)
- 1966 — Бонанза / Bonanza — Пэтти Лу Фэйрчайлд (в эпизоде Horse of a Different Hue[англ.])
- 1966 — Пистолеты и юбочки[англ.] / Pistols 'n' Petticoats — Горький Цветок (в эпизоде Bitter Blossom O'Brian)
- 1966 — Звёздный путь / Star Trek — мисс Пайпер (в эпизоде The Menagerie: Part I)
- 1967 — Дни в Долине Смерти / Death Valley Days — Мариана Харамильо (в эпизоде Along Came Mariana)
- 1967—1968 — Доброе утро, мир[англ.] / Good Morning World — Линда Льюис (в 26 эпизодах)
- 1967, 1970 — Семейное дело[англ.] / Family Affair — Нэнси Мейсон • Оливия (в 2 эпизодах)
- 1970, 1972 — Менникс[англ.] / Mannix — Эллен Фрейзер • Рут Данчик (в 2 эпизодах[англ.])
- 1971 — Семья Смитов[англ.] / The Smith Family — Агнес Хоффер (в эпизоде Anniversary)
- 1972—1974 — Возвращение в Пейтон-Плейс[англ.] / Return to Peyton Place — Бетти Андерсон[англ.] (в 423 эпизодах)
- 1978 — Машина времени[англ.] / The Time Machine — квакер из Салема
- 1978 — Даллас / Dallas — hostess (в эпизоде Act of Love)
- 1979 — Досье детектива Рокфорда / The Rockford Files — Донна Содерлинг • Джини (в 2 эпизодах[англ.])
- 1979 — Лаверна и Ширли / Laverne & Shirley — Фриско (в эпизоде What Do You Do with a Drunken Sailor?[англ.])
- 1980 — Дни нашей жизни / Days of Our Lives — сестра Тереза (в эпизоде #1.3642)
- 1982 — Династия / Dynasty — секретарша (в 2 эпизодах[англ.]; в титрах не указана)
- 1982 — Капитолий[англ.] / Capitol — Мэгги Брейди (в пилотном эпизоде)
- 1986 — Отель / Hotel — Мэрилин Джеффрис (в эпизоде Child's Play)
- 1987 — Последнее развлечение / The Last Fling — Мардж Филдс
- 1988 — Она написала убийство / Murder, She Wrote — Марта Вайнгард (в эпизоде A Little Night Work[англ.])
- 1989 — Особенная продлёнка ABC[англ.] / ABC Afterschool Special — миссис Фрейзер (в эпизоде Just Tipsy, Honey)
- 1989 — Охотник / Hunter — Андреа Рентфроу (в эпизоде The Legion: Part 2[англ.])
- 1996—1998 — Беверли-Хиллз, 90210 / Beverly Hills, 90210 — Джоан Даймонд (в 8 эпизодах)